# Sinai-Gärtnerei
Die Sinai-Gärtnerei war eine Gärtnerei in Bad Soden am Taunus und Frankfurt am Main.

## Geschichte

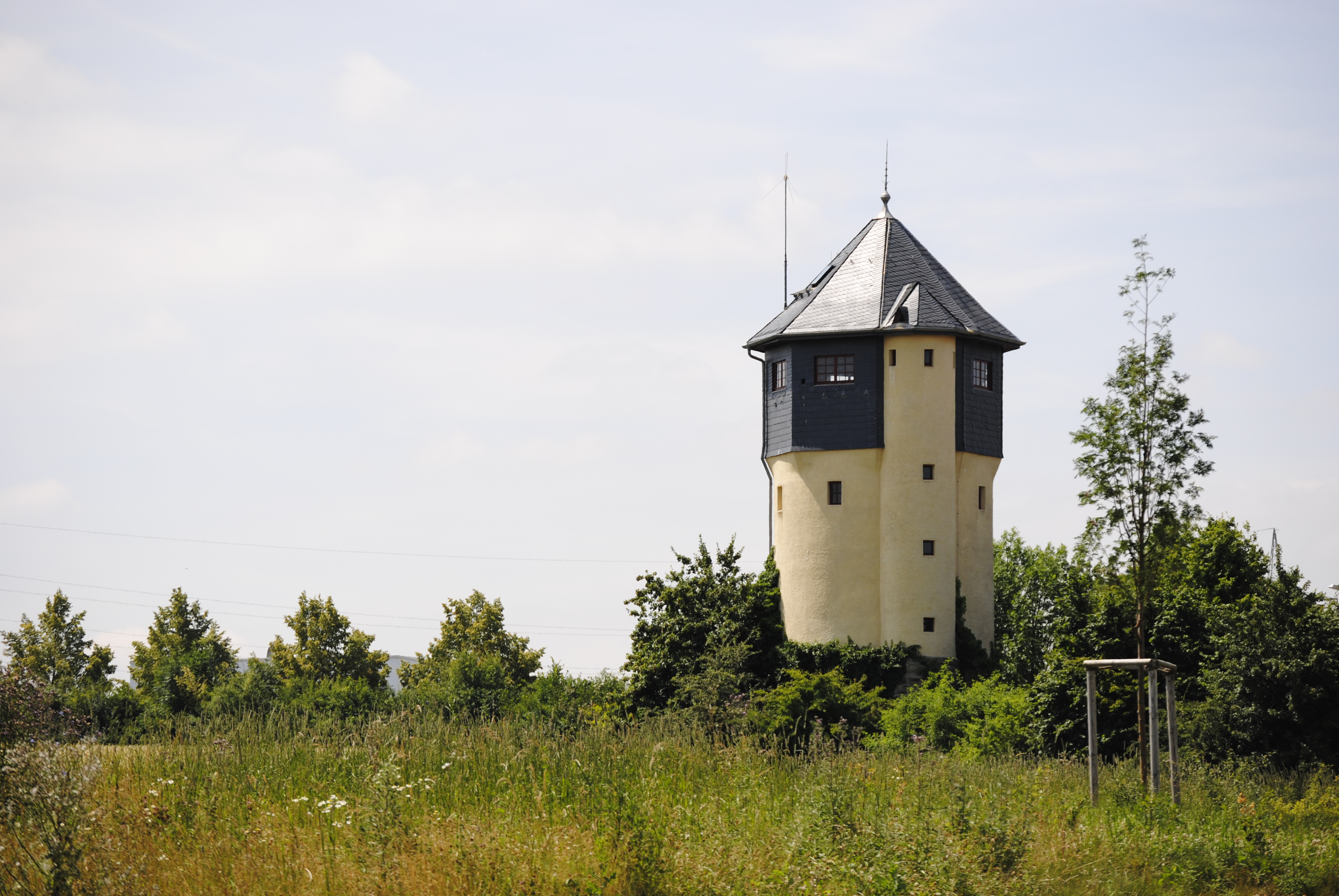
Der Wasserturm in Bad Soden am Taunus wurde für die Bewässerung der Gärtnerei 1911 erbaut.

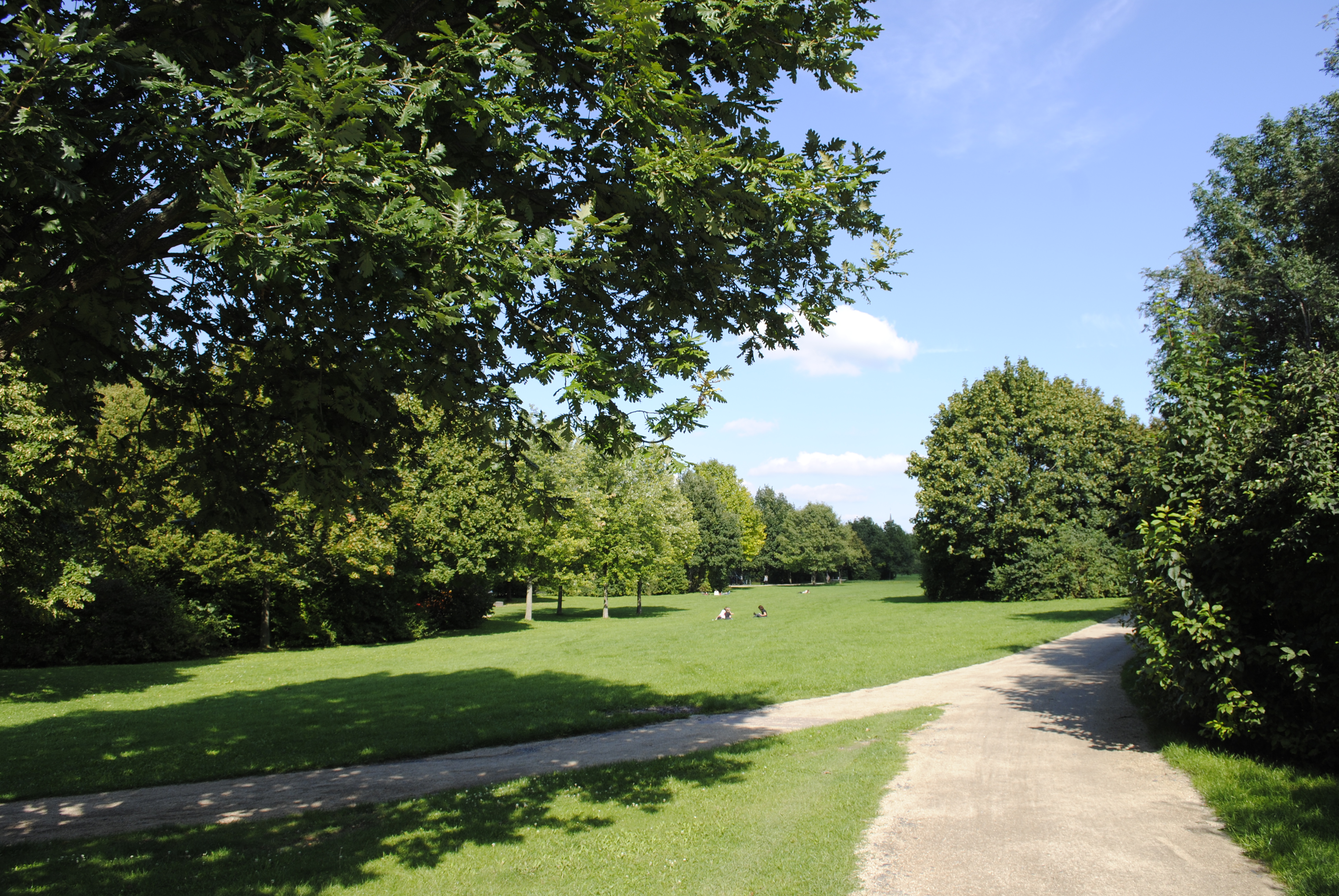
Das ehemalige Sinaigelände in Frankfurt wurde zwischen 1983 und 1986 zum „Sinaipark“ umgestaltet.

1890 gründete Friedrich Sinai die nach ihm benannte Gärtnerei für Schnittblumen. Am 1. Mai 1924 übernahm er die auf die Nelkenproduktion spezialisierte Gärtnerei Arthur Moll in Bad Soden am Taunus, die dieser im Jahr zuvor an die Farbwerke Hoechst verkauft hatte. Das Chemie- und Pharmaunternehmen  hatte den Gärtnereibetrieb ursprünglich als Versuchsstation für Pflanzenschädlinge und die Erreger von Gelb- und Schwarzfieber nutzen wollen, die dafür erforderliche Genehmigung durch die örtliche Verwaltung jedoch nicht erhalten und den Betrieb daher weiterverkauft. Dank des zweiten Standorts, an dem sie zusätzliche 200.000 Pflanzen Neupflanzung, baute die Gärtnerei Sinai ihre führende Position in der Produktion von Schnittblumen aus.
1930 starb Friedrich Sinai und sein Sohn Willi übernahm den Betrieb. Das Unternehmen war bekannt für seine Züchtung des Frankfurter Flieders und seine Nelkenproduktion.
Während des Zweiten Weltkriegs wurde die Produktion massiv reduziert und die Gewächshäuser für den Anbau von Gemüse genutzt. Nach dem Krieg wurde die Produktion wieder aufgenommen. 1949 war das Unternehmen zum zweitgrößten Gärtnereibetrieb Deutschlands angewachsen. In den Treibhäusern des Unternehmens wuchsen in diesem Jahr 60.000 Fliederpflanzen, eine halbe Million Nelken, 50.000 Chrysanthemen. Daneben wurden auf rund 6000 Quadratmeter Treibrosen angebaut.
In den Folgejahren profitierte das Unternehmen vom Wirtschaftswunder und den neuen Transportmöglichkeiten durch die Verkehrsfliegerei in der Nähe des Frankfurter Flughafens. 1953 wurden bereits 150.000 Flieder verkauft. Die Zahl der Nelkenpflanze war auf rund eine halbe Million, die der Chrysanthemen auf 80.000 und die der Rosenpflanzen auf 40.000 angestiegen.
1954 ging das Unternehmen auf Sinais Schwiegersohn Will Claas über. Die Gärtnerei in Bad Soden wurde in den 1950er Jahren von 17.000 auf 35.000 Quadratmeter Größe erweitert. Insgesamt verfügte die Gärtnerei über 70.000 m² Gewächshausfläche.

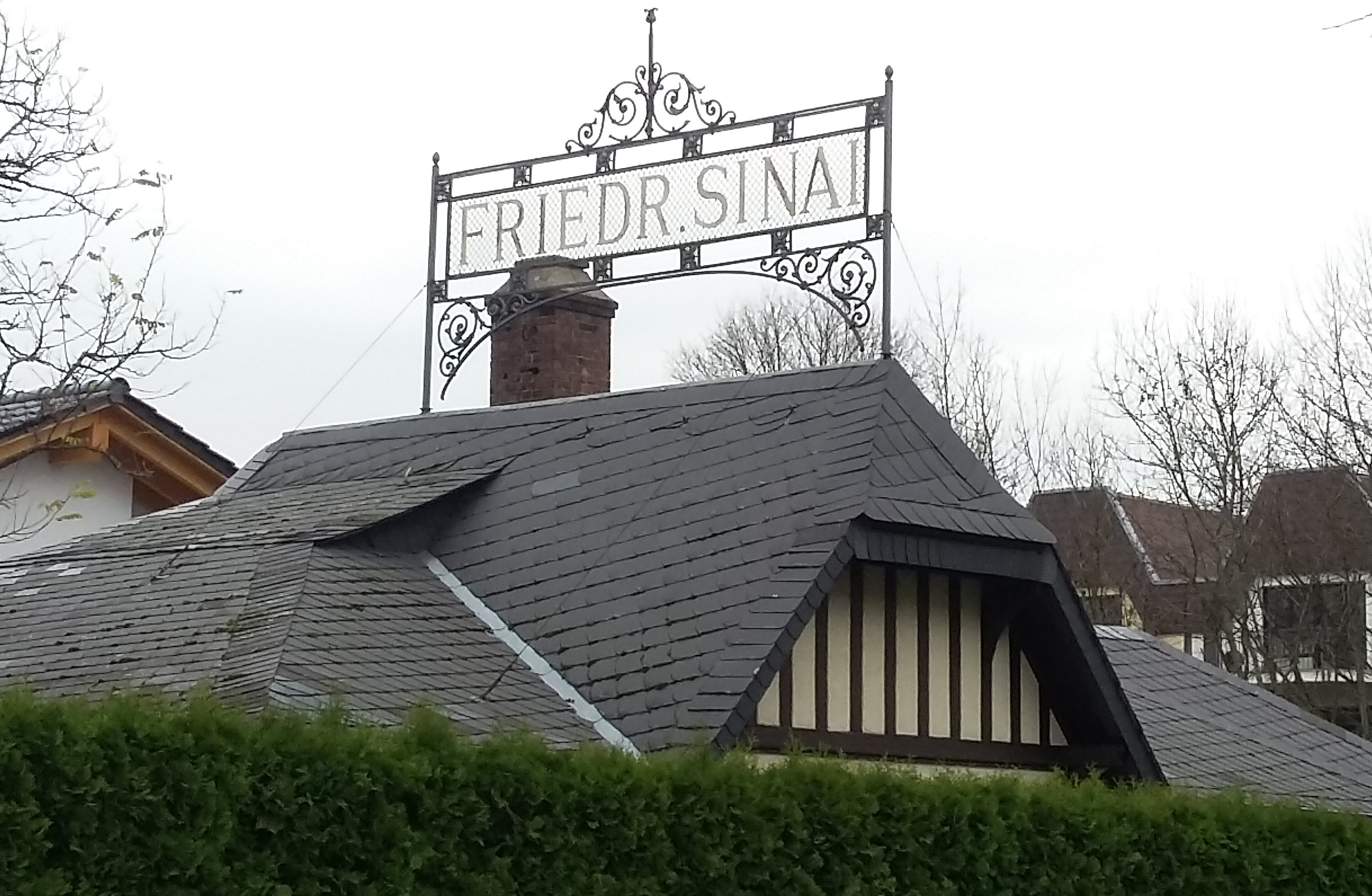
Ehemaliges Gärtnereigebäude in der heutigen Walter-Leiske-Straße

Mit den gestiegenen Energiekosten und den billigeren Importen aus Holland aber auch aus Afrika wurde der Betrieb von Gewächshäusern in Deutschland unrentabel. 1978 wurde der Betrieb in Frankfurt eingestellt, das Betriebsgelände später als Baugrund verkauft. Die ursprünglichen Pläne, auf dem Gelände neben Wohnbebauung auch eine Verpackhalle für Schnittblumen zu errichten, wurde nach Bürgerprotesten fallen gelassen.
Das verlassene Firmengelände geriet 1983 wegen eines bis heute ungeklärten Verbrechens in die Schlagzeilen: Am 20. März brannte zunächst ein ehemaliges Lager- und Wohngebäude, das Feuer konnte von der Feuerwehr gelöscht werden. Eine Durchsuchung der Brandstelle erbrachte kein besonderes Ergebnis, angenommen wurde jedoch Brandstiftung. Als die Ruine einige Monate später abgerissen worden war, entdeckte man in den Trümmern die sterblichen Überreste eines Menschen, die schon vor dem Brand in dem Gebäude gelegen haben mussten. Zunächst hatte man den Verdacht, es sei ein toter Landstreicher, der versehentlich den Brand ausgelöst haben könnte, doch dann wurde festgestellt, dass es sich um ein junges Mädchen handelte. Wie genau das Opfer, das mit großem Aufwand identifiziert wurde, ums Leben gekommen war, konnte nicht mehr festgestellt werden, auch ein Bericht über den Fall in der Fernsehsendung Aktenzeichen xy ungelöst brachte kein Ergebnis.
Auf dem Produktionsgelände in Frankfurt befindet sich heute der Sinaipark.
Die Produktionsflächen in Bad Soden werden heute überwiegend landwirtschaftlich genutzt. Der Wasserturm, der zur Bewässerung der Sinai-Gärtnerei erbaut wurde, steht unter Denkmalschutz.